# Chavazzelet haScharon
Chavazzelet haScharon (hebräisch חֲבַצֶּלֶת הַשָּׁרוֹן) ist ein Moschav, der zum Regionalverband ʿEmeq Chefer im israelischen Zentralbezirk zählt. Chavazzelet haScharon befindet sich in der Scharonebene und wurde 1935 gegründet.

## Namensgebung
Der Moschav wurde nach der Dünen-Trichternarzisse benannt, die in der Scharonebene vorkommt und auch als Rose von Scharon (hebräisch חֲבַצֶּלֶת הַשָּׁרוֹן) im Buche Jesaja (Jes 35,2 ) und im Hohen Lied Salomos (Hld 2,1 ) erwähnt wird: „Ich bin eine Rose (Narzisse) von Scharon, eine Lilie der Täler (Schoschanat ha-ʿAmaqim).“ So wie beide Blumen im selben Bibelvers erwähnt werden, so liegt das Dorf Schoschannat haʿAmaqim in direkter Nachbarschaft im gleichen Regionalverband.

## Einwohner
| Jahr      | 1948 | 1961 | 1972 | 1983 | 1995 | 2001 | 2003 | 2004 | 2005 | 2006 | 2007 | 2008 | 2009 | 2010 | 2011 | 2012 | 2013 | 2014 | 2017 |
| --------- | ---- | ---- | ---- | ---- | ---- | ---- | ---- | ---- | ---- | ---- | ---- | ---- | ---- | ---- | ---- | ---- | ---- | ---- | ---- |
| Einwohner | 78   | 171  | 188  | 340  | 370  | 284  | 287  | 286  | 277  | 280  | 273  | 251  | 586  | 597  | 603  | 572  | 544  | 543  | 640  |